# دوارتي باتشيكو بيريرا
دوارتي باتشيكو بيريرا (بالبرتغالية: Duarte Pacheco Pereira) (و. 1460 – 1533 م) هو مستكشف، وعالم فلك، وكاتب من البرتغال . ولد في لشبونة .
توفي في لشبونة، عن عمر يناهز 73 عاماً.